# Pallacanestro Treviso 2011-2012
Questa voce raccoglie le informazioni riguardanti la Pallacanestro Treviso nelle competizioni ufficiali della stagione 2011-2012.

## Stagione
La stagione 2011-2012 della Pallacanestro Treviso, sponsorizzata Benetton è la 28ª nel massimo campionato italiano di pallacanestro.
Per la composizione del roster si decise di cambiare formula, passando a quella con 5 giocatori stranieri di cui massimo 3 non appartenenti a Paesi appartenenti alla FIBA Europe.

## Roster
| Giocatori |
| --------- |

|    | Naz.                                    | Ruolo | Sportivo            | Anno | Alt. | Peso |  |
| -- | --------------------------------------- | ----- | ------------------- | ---- | ---- | ---- |  |
| 6  | Israele (bandiera) · Polonia (bandiera) | P     | Gal Mekel           | 1988 | 194  | 87   |  |
| 7  | Slovenia (bandiera) · Italia (bandiera) | G     | Sani Bečirovič      | 1981 | 196  | 89   |  |
| 9  | Italia (bandiera)                       | P     | Massimo Bulleri     | 1977 | 188  | 85   |  |
| 10 | Italia (bandiera)                       | P     | Andrea De Nicolao   | 1991 | 180  | 75   |  |
| 12 | Italia (bandiera)                       | G     | Daniele Sandri      | 1990 | 194  | 90   |  |
| 14 | Italia (bandiera)                       | C     | Gino Cuccarolo      | 1987 | 222  | 100  |  |
| 16 | Italia (bandiera)                       | AG    | Raphael Gaspardo    | 1993 | 207  | 100  |  |
| 17 | Romania (bandiera)                      | C     | Vlad Moldoveanu     | 1988 | 210  | 101  |  |
| 18 | Polonia (bandiera) · Italia (bandiera)  | AG    | Jakub Wojciechowski | 1990 | 214  | 107  |  |
| -  | Italia (bandiera)                       | G     | Andrea Battistel    | 1995 | 195  |      |  |
| -  | Italia (bandiera)                       | G     | Mattia Bonivento    | 1993 | 187  |      |  |
| -  | Italia (bandiera)                       | G     | Edoardo Cecchinato  | 1994 | 188  |      |  |
| -  | Italia (bandiera)                       | P     | Gianluca Contessa   | 1993 | 175  |      |  |
| -  | Italia (bandiera)                       | AP    | Marco Fornasier     | 1995 | 194  |      |  |
| -  | Bulgaria (bandiera)                     | G     | Pavlin Ivanov       | 1993 | 195  | 90   |  |
| -  | Italia (bandiera)                       | G     | Daniele Masocco     | 1993 | 185  |      |  |
| -  | Italia (bandiera)                       | A     | Edoardo Rossetto    | 1994 | 196  |      |  |

| Staff tecnico                   |
| ------------------------------- |
| Allenatore: Aleksandar Đorđević |
| Assistente: Goran Bjedov        |
| Assistente: Lino Frattin        |

| Giocatori ceduti a stagione in corso |
| ------------------------------------ |

|    | Naz.                   | Ruolo | Sportivo                               | Anno | Alt. | Peso |  |
| -- | ---------------------- | ----- | -------------------------------------- | ---- | ---- | ---- |  |
| 24 | Stati Uniti (bandiera) | AG    | Brian Scalabrinefino al 29 novembre    | 1978 | 206  | 107  |  |
| 5  | Stati Uniti (bandiera) | G     | E'Twaun Moore fino al 6 dicembre       | 1989 | 192  | 87   |  |
| 4  | Stati Uniti (bandiera) | AG    | Jeff Adrien fino al 12 dicembre        | 1986 | 202  | 110  |  |
| 15 | Italia (bandiera)      | GA    | Alessandro Gentile fino al 20 dicembre | 1992 | 200  | 104  |  |

| Giocatori acquistati a stagione in corso |
| ---------------------------------------- |

|    | Naz.                                       | Ruolo | Sportivo                        | Anno | Alt. | Peso |  |
| -- | ------------------------------------------ | ----- | ------------------------------- | ---- | ---- | ---- |  |
| 11 | Stati Uniti (bandiera)                     | G     | Jobey Thomas dal 6 dicembre     | 1980 | 194  | 90   |  |
| 4  | Austria (bandiera)                         | C     | Benjamin Ortner dal 20 dicembre | 1983 | 206  | 105  |  |
| 20 | Stati Uniti (bandiera) · Italia (bandiera) | AP    | Jeff Viggiano dal 20 dicembre   | 1984 | 196  | 92   |  |
| 8  | Stati Uniti (bandiera)                     | AG    | Marcus Goree dal 7 gennaio      | 1977 | 203  | 105  |  |

## Mercato

### Sessione estiva
| Acquisti | Acquisti            | Acquisti         | Acquisti      | Acquisti |
| R.       | Nome                | da               | Modalità      |          |
| -------- | ------------------- | ---------------- | ------------- | -------- |
| ALL      | Aleksandar Đorđević | Free agent       | definitivo    |          |
| P        | Gal Mekel           | Hap. Gilboa G.E. | definitivo    |          |
| P        | Andrea De Nicolao   | Lago Maggiore    | fine prestito |          |
| G        | Daniele Sandri      | Lago Maggiore    | fine prestito |          |
| C        | Gino Cuccarolo      | Pall. Biella     | fine prestito |          |
| C        | Vlad Moldoveanu     | American Eagles  | definitivo    |          |
| P        | Sani Bečirovič      | CSKA Mosca       | definitivo    |          |
| G        | E'Twaun Moore       | Boston Celtics   | definitivo    |          |
| AG       | Brian Scalabrine    | Chicago Bulls    | definitivo    |          |
| AG       | Jeff Adrien         | G.S. Warriors    | definitivo    |          |

| Cessioni | Cessioni           | Cessioni           | Cessioni       |
| R.       | Nome               | a                  | Modalità       |
| -------- | ------------------ | ------------------ | -------------- |
| ALL      | Jasmin Repeša      | Cibona Zagabria    | fine contratto |
| GA       | Devin Smith        | Maccabi Tel Aviv   | fine contratto |
| PG       | Nicolò Cazzolato   | Treviglio          | fine contratto |
| P        | Stefan Marković    | Valencia           | fine contratto |
| AC       | Brian Skinner      | Memphis Grizzlies  | fine contratto |
| AC       | Sandro Nicević     | Sutor Montegranaro | fine contratto |
| AG       | Donatas Motiejūnas | Gdynia             | prestito       |
| A        | Hrvoje Perić       | Málaga             | fine prestito  |
| C        | Greg Brunner       | Sutor Montegranaro | fine contratto |